# Villa Aberastain
Villa Aberastain – miasto w Argentynie, w prowincji San Juan, stolica departamentu Pocito.
Według danych szacunkowych na rok 2010 miejscowość liczyła 15 409 mieszkańców.